# نينا بار ويلر
نينا بار ويلر (بالإنجليزية: Nina Barr Wheeler)‏ هي رسامة أمريكية، ولدت في 3 سبتمبر 1909، وتوفيت في مايو 1978.